# دریسا دیارا (بازیکن فوتبال، زاده ۱۹۹۹)
دریسا دیارا (انگلیسی: Drissa Diarra؛ زادهٔ ۱ مهٔ ۱۹۹۹ در باماکو) بازیکن فوتبال در پست مدافع اهل مالی است.

## باشگاهی
از باشگاه‌هایی که در آن بازی کرده‌است می‌توان به باشگاه فوتبال آرارات ایروان اشاره کرد.

## تیم ملی
وی همچنین در تیم‌های ملی فوتبال زیر ۲۱ سال مالی و مالی بازی کرده‌است.